# Edgar Bronfman Sr.
Edgar Miles Bronfman (n. 20 iunie 1929, Montréal, provincia Québec, Canada – d. 21 decembrie 2013, New York City, New York, SUA) a fost un om de afaceri evreu canadiano-american. A lucrat pentru firma de băuturi distilate a familiei sale, Seagram, devenind în cele din urmă președinte, trezorier și director executiv al acesteia. În calitate de președinte al Congresului Evreiesc Mondial, Bronfman a inițiat relații diplomatice cu Uniunea Sovietică, ceea ce a dus la legitimarea limbii ebraice în URSS de către guvernul sovietic și a contribuit la posibilitatea legală a evreilor sovietici de a-și practica religia și de a imigra în Israel. Din 1979 până în 2007, a fost președintele Congresului Evreiesc Mondial (World Jewish Congress).